# Komáromi kistérség

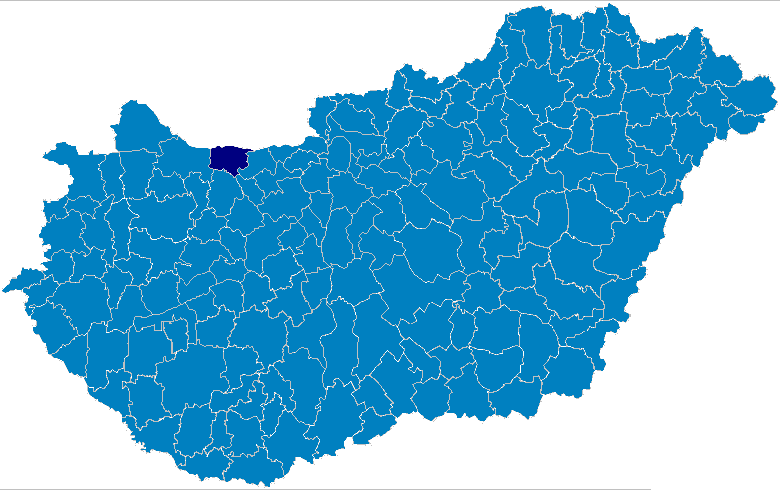
A Komáromi kistérség

A Komáromi kistérség egy kistérség volt Komárom-Esztergom megyében, központja Komárom volt. 2014-ben az összes többi kistérséggel együtt megszűnt.

## Települései

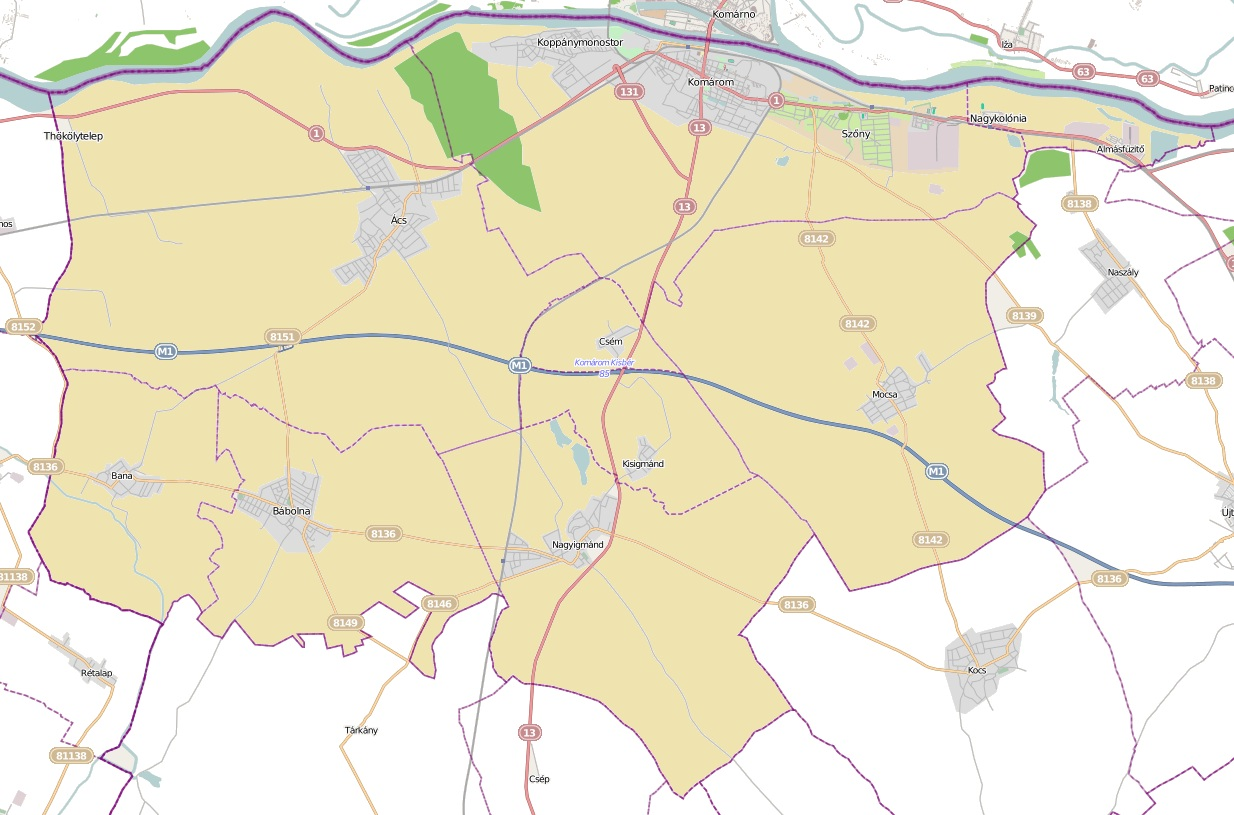
A komáromi kistérség területe

| Ács       | Almásfüzitő | Bábolna | Bana       | Csém |
| Kisigmánd | Komárom     | Mocsa   | Nagyigmánd |      |

## Fekvése
A komáromi vár köré rendeződött a környék élete, mivel a város jelentős forgalmi és kereskedelmi csomóponttá válásával együtt járt, a környék feletti uralom is. A földrajzi és közlekedési előnnyel bíró Komárom már a honfoglalás óta központi szerepet töltött be a térség települései között. A trianoni békeszerződés az országhatár változása mellett a város határait is átrendezte.
A komáromi kistérség a Közép-Dunántúli régióban, azon belül Komárom-Esztergom megyében feküdt. Nyugatról a Kisalföld, délről a Bakony, keletről a Pilis határolta. Északon a Duna, keleten és délen a tatai, oroszlányi és kisbéri kistérség, nyugaton Győr-Moson-Sopron megye volt a szomszédja.

## Közlekedés
A fővárossal kiváló közúti és vasúti közlekedése van, Budapesttől 80-85 km-re fekszik, az egykori Bécset és Budapestet összekötő 1-es főút és az M1-es autópálya is keresztülhalad rajta. Komárom a vasúti- és közúti határátkelőknek köszönhetően a közlekedésben is központi szerepet játszik. Ennek és kikötőjének köszönhetően belföldi és nemzetközi áruforgalmi csomópont is.
A kistérségben a vasúti hálózat kielégítő, a Győr – Budapest vonalon lévő települések közül Ács, Komárom (Szőny), Almásfüzitő-felső található a térségben. A korábban bezárt, Székesfehérvár–Komárom- és a Esztergom-Komárom vasútvonalon 2010. július 4-től visszaállították a személyszállítást.

## Foglalkoztatás, munkanélküliség
A KSH 2009. IV. negyedévi munkaerő-felmérése szerint a foglalkoztatottak száma az egy évvel korábbihoz képest országosan 2,5%-kal (97,9 ezer fő) csökkent. A régiónkban ez az arány valamivel nagyobb volt, 7,2% környékén. Megyénkben a régió egészére jellemzőhöz hasonló arányban, 7,1%-kal (9,8 ezer fő) csökkent a foglalkoztatottak száma. Komárom-Esztergom megyén kívül egyetlen megyében sem érte el a 10%-ot az alkalmazásban állók számában mutatkozó csökkenés aránya, és 5%-nál nagyobb mértékű változás is csak négy megyében fordult elő. Megyénk foglalkoztatási helyzetének alakulására a feldolgozóipar, s azon belül is azok az ágazatok hatnak meghatározólag, melyeket a gazdasági válság leginkább sújtott.
A megyében nyilvántartott álláskeresők száma 2010. március végén 17.636 főt ért el, ami 9,0%-kal (1.462 fő) haladta meg az év eleji szintet. Az idei első két hónapban a létszámuk növekedett kis mértékben, míg ez év márciusában 2008 júniusa óta először csökkent, méghozzá 2%-kal, de a megye fő munkaerőpiaci mutatói az egy évvel korábbiaknál továbbra is kedvezőtlenebbek maradtak.
Az 1000 lakosra jutó regisztrált vállalkozások száma a régióban átlagosan 110 volt. Ez az arány a vizsgált kistérségben alatta volt, 91-110-zel átlag alattinak mondható. Azonban több olyan regisztrált vállalkozás is található itt, melyek többet foglalkoztatnak 250 főnél. Ilyen például a komáromi ipari park, ahol a Nokia is tevékenykedett. Az ipari parkban található vállalatok a gazdasági válság következtében több száz alkalmazottjukat bocsátották el. A munkahelyek megtartása érdekében állami támogatást is kaptak. A növekvő munkanélküliség ezeknek az elbocsátásoknak is köszönhető, hiszen a kistérség összes településéről járnak/jártak be ide dolgozni. A Komárom körzetébe tartozó álláskeresők száma három hónap alatt 7,7%-kal (168 fő), a becsült kistérségi ráta értéke 0,7 százalékponttal növekedett, így a márciusi hónapot ez a kirendeltség 2.346 fős nyilvántartott állománnyal és 10,8%-os relatív mutatóval zárta. A Komáromi Kirendeltséghez tartozó nyilvántartott álláskeresők létszáma 22,9%-kal (437 fő) nőtt: a 2009 márciusában mért 8,9% 2009 decemberében 10,1%-ra nőtt, idén márciusban pedig 10,8% volt.
A munkanélküliség növekedése mégis visszafogottabb a tavalyihoz képest, amikor is a gazdasági válság kicsúcsosodott. Akkor 50%-kal ugrott meg a nyilvántartott álláskeresők száma. Idén „mindössze” két feldolgozóipari vállalat nyújtott be létszám-leépítési bejelentést, mely összesen 99 fő elbocsátást jelenti. A tárgynegyedév során összesen 7.030 fő kérte nyilvántartásba vételét, 11,8%-kal (939 fő) kevesebben, mint az előző év azonos időszakában. A teljes belépő forgalmon belül kizárólag a nem pályakezdőként nyilvántartásba vettek száma csökkent, tárgynegyedévi, 6.417 fős létszámuk 13,5%-kal (1.004 fő) volt alacsonyabb az előző évinél.
A tárgynegyedévben összesen 2.275 állásajánlat érkezett be a megyei kirendeltségre, mely ugyan meghaladta a tavalyit, mégis jócskán elmarad a 2008-as adatoktól. Ezen állásajánlatok 84,1%-át fizikai munkakörben hirdették meg.

## Beruházások
Jelenleg is folyó beruházás a Komáromot délről elkerülő út építése, az 1. és a 13. számú főút között. A projekt az ERFA társfinanszírozásával valósul meg, a támogatás aránya 100%, ebből 15% az Operatív Programon belüli hazai forrás, 85% pedig európai uniós támogatás.
A támogatás összege bruttó 1.930.537.763 Ft.

## Uniós támogatások
A 2004-es európai uniós csatlakozástól, tehát 2004-től kezdve a térség számos pályázatot nyújtott be. Csak Komárom városa összesen 1.988.990.660 Ft-ra pályázott, melyből 1.616.123.984 Ft-ot meg is nyert. A pályázatok között vannak infrastrukturális fejlesztések – kerékpárutak építése, járdák felújítása, helyi közlekedés támogatása. Kórházi felújításokra, önkormányzati létszámleépítésre, munkaerő-alkalmazásra is találunk példákat. Jelenleg is folyik Komárom városában a Környezeti és Energetikai OP keretében a Feszty Árpád Iskola és a Csillag Óvoda energetikai korszerűsítése, a megnyert összeg több mint 92 millió forint, valamint a Napsugár Óvoda komplex fejlesztése, melyre a megnyert uniós összeg 86 millió forint. Az elnyert összegeket az Európai Regionális Fejlesztési Alap biztosítja.
A komáromi kistérség részt vesz a Magyarország-Szlovákia Határon Átnyúló Együttműködési Programban. Ez a program az Európai Unió támogatásával a magyar – szlovák határ-menti térség fejlesztését célozza. A térségből többen is sikerrel pályáztak különböző együttműködési – fejlesztési programokra. (Előbb a pályázat címe, utóbb pedig a pályázó neve)
- Együtt erősebbek vagyunk – közös vállalkozásfejlesztési projekt - Komárom-Esztergom Megyei Regionális Vállalkozásfejlesztési Alapítvány
- Integrált turizmusfejlesztés a szlovák-magyar határrégióban – Magyar Vállalkozásfejlesztési Alapítvány
- „Két oldalt partot érni....“ Komárom Város Önkormányzata
- Komárno–Vág–Komárom kerékpárút és annak rákötése a nemzetközi hálózatra - Mesto Komárno
- Tanulmányok készítése a Komáromi Erődrendszer elemei között tervezett komp megvalósítására - Monostori Erőd Hadkultúra Központ Műemlék-helyreállító, Ingatlanfenntartó és –hasznosító Közhasznú társaság
- Kreatív ipar - Regionálna rozvojová agentúra Komárno
- "Komárno És Komárom Városok Területrendezési Dokumentumainak És Fejlesztési Programjainak Összehangolása Közös Összehangolt Fejlődésük Érdekében“ - Mesto Komárno

Nagy sikerként lehet elkönyvelni Zatykó János dél-komáromi, és Bastrnák Tibor észak-komáromi polgármester közös sajtótájékoztatóján elhangzott bejelentést az új Duna híddal kapcsolatban. A sajtótájékoztatón bejelentették: a szlovák-magyar vegyes bizottság elfogadta a híd projektjét. Az új híd Észak-Komárom nyugati peremén épül fel. Az építkezésről szóló kétoldalú egyezményt a magyar félnek kell elkészítenie egy hónapon belül. A hídépítés 2014-ben indulhat el, költségvetése kevesebb, mint 67 millió euró. 40 millió eurót magyar, 27 millió eurót szlovák oldalon kell a munkálatokra fordítani.

## Turizmus
A térségben számos turisztikai látványosság található, az idegenforgalomból származó bevételek is jelentős részét képezik a térség jövedelmének. A komáromi termálvíz gyógyító hatásáról ismert, évente több százezren keresik fel, nem csak a térségből, de a megyén innen és túl, a határ túlsó oldaláról is. A komáromi vár nagyon híres – az 1849-es ostrom történetét mindenki ismeri –, a magyar oldalon pedig a három erődből álló erődrendszer – főleg a monostori – szintén vonzza a látogatókat. A térség legnagyobb rendezvénye a Komáromi Napok rendezvénysorozat, mely minden év április végén kerül megrendezésre, szintén számos turistát csalogat a térségbe remek programjaival.
Szőnyben több helyen tártak már fel római kori sírokat, épületeket. Legutóbb 2009-ben találtak egy szarkofágot – egy áruház építése során. A település Kr. u. első században a Brigetio nevet viselte és római légiók állomásoztak itt. Az Ácsi erdőben az 1848/49-es szabadságharc Komárom környéki csatáiban elesett magyar hősök 1870-ben állított emlékműve, a gyönyörű Duna part, a védett növényritkaság, a téltemető fogadja a látogatókat. Ácson található a Zichy-kastély – mely ma a Bartók Béla Művelődési ház és Könyvtár épülete, Kisigmándon a Ghyczy-kastély, Komáromban pedig a Gyürky-kastély – mely 1945 óta a Selye János kórháznak ad otthont.
Almásfüzitőn – Szőnyhöz hasonlóan – római kori ásatások folynak, folytak. Bábolna az arborétumáról és állatparkjáról, valamint a lovardáról híres. Csémen a Csémi-hegyi forrás, Nagyigmándon az Igmándi Keserűvíz található. Mocsán a Csokonai körtefa, valamint a Magyar Hősi Emlékmű, az 1848–49-es forradalom és szabadságharc sírkövei és a napóleoni csaták emlékköve lelhető fel.

## Nevezetességei
A kistérség nevezetességei településenkénti felsorolásban: (Részletesebben a települési szócikkben van kifejtve.)
- Ács
  - Honvéd emlékmű a komáromi csata ütközetének a helyén (Ács és Komárom között)
  - Református templom
  - Esterházy-kastély
  - Solymossi-kúria
  - Római katolikus templom
  - Aranymosás a Duna-parton
- Almásfüzitő
  - "Vacuum" szegecselt tartályok – ipari műemlék
  - nemzetközi motorcsónak-versenyek, jachtkikötő
- Bábolna
- Bana
  - Római katolikus templom
  - Református templom
  - A temetőben található a Pulay család síremléke. Jókai Mór édesanyja, Pulay Mária banai származású volt.
  - Francia kő
  - Az államalapító szobra a Fő téren
- Csém
  - Szent Anna rk. templom a falu legrégebbi épülete,
  - a község környéke kellemes kirándulóhely,
- Kisigmánd
  - Református templom (késő barokk stílus),
  - Római katolikus kápolna,
  - Milkovich kúria,
  - Ghyczy-kastély (Új puszta)
- Komárom
  - Komáromi erődrendszer
  - Belváros
  - református templom. Előtte Jókai Mór mellszobra áll.
  - Jézus szíve rk. templom. Szószékének kerámiaképei Kovács Margit alkotásai.
  - Szent Imre általános iskola és Szent Teréz kápolna.
  - Szent István rk. templom (kis templom)
  - Klapka György Múzeum (Főépülete: Kelemen László u. 22.)
    - Római Kőtár
    - Magyar Tengerészet történeti gyűjtemény
    - Komáromi Kisgaléria
    - Czibor Zoltán emlékszoba

  - Komáromi gyógyfürdő
  - Koppánymonostor
    - Az út mellett az Ácsi erdőben az 1848/49-es szabadságharc Komárom környéki csatáiban elesett magyar hősök 1870-ben állított emlékműve, az Erdő-csárdánál védett növényritkaság, a téltemető fogadja a látogatókat. E területen a római korban őrtornyok vigyázták a határt. (Dunapart)

  - Szőny
    - Gyürky kastély téltemető virág.
    - római katolikus templom
    - Római tábor (Brigetio): Archeológiai kutatások miatt részben visszatemetve.
- Mocsa
- Nagyigmánd
  - Az „igmándi-víz” forrásai
  - Barokk stílusú római katolikus templom (Fellner Jakab).

## Külső hivatkozások
- Épülhet az Új-Duna híd Komáromban (2010. április 30.) http://www.umvp.eu/?q=hirek/epulhet-az-uj-duna-hid-komaromban%5B%5D
- Európai uniós beruházások Komárom városában https://web.archive.org/web/20121110190430/http://www.komarom.hu/eu_beruhazasok.php
- Kistérségek a Közép-Dunántúlon https://web.archive.org/web/20090904061613/http://umvp.eu/files/veszpremkistersegek.pdf
- Komárom - Bábolna kistérségi értékek https://web.archive.org/web/20130310074645/http://www.kbtkt.hu/kisterseg/ertekek.php
- Komárom – Bábolna kistérségi portál https://web.archive.org/web/20130310074958/http://www.kbtkt.hu/kisterseg/index.php
- Komárom – Esztergom megye foglalkoztatási, munkaerő-piaci helyzetének alakulása 2010. I. negyedév https://web.archive.org/web/20090810050249/http://kdrmk.afsz.hu/engine.aspx?page=kdrmk_statisztika
- Komárom Város pályázatai nyilvántartása https://web.archive.org/web/20160304115638/http://mail.komarom.hu:8090/palyazatok/Lists/Plyzatok/Nyertes%20plyzatok.aspx
- Közép-Dunántúl, Komárom-Esztergom megye, Komáromi kistérség: Kistérségi helyzetkép https://web.archive.org/web/20070928045117/http://www.vati.hu/static/kisterinfo/4104_komaromi.pdf
- KÖZOP 13. számú főút Komárom déli elkerülő https://web.archive.org/web/20090912223825/http://www.nif.hu/fejlesztes/555
- Magyarország – Szlovákia Határon Átnyúló Együttműködési Program 2007-2013 https://web.archive.org/web/20100607072917/http://www.husk-cbc.eu/hu/palyazati_kiirasok/a_husk_0901_szamu_palyazati_felhivas_nyerteseinek_listaja/37